# Corallianassa
Corallianassa is een geslacht van kreeftachtigen uit de klasse van de Malacostraca (hogere kreeftachtigen).

## Soorten
- Corallianassa articulata (Rathbun, 1906)
- Corallianassa assimilis (de Man, 1928)
- Corallianassa collaroy (Poore & Griffin, 1979)
- Corallianassa coutierei (Nobili, 1904)
- Corallianassa hartmeyeri (Schmitt, 1935)
- Corallianassa haswelli (Poore & Griffin, 1979)
- Corallianassa intesi (de Saint Laurent & Le Loeuff, 1979)
- Corallianassa lanceolata (Edmondson, 1944)
- Corallianassa longiventris (A. Milne-Edwards, 1870)
- Corallianassa martensi (Miers, 1884)
- Corallianassa xutha Manning, 1988